# Markgräfler Wein

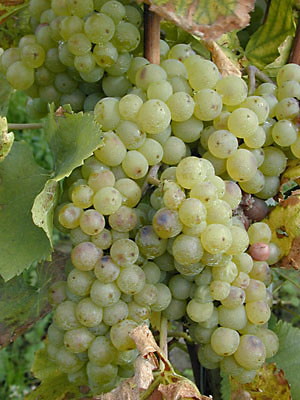
Weintrauben der weißen Rebsorte Gutedel auch als Chasselas oder Fendant bekannt

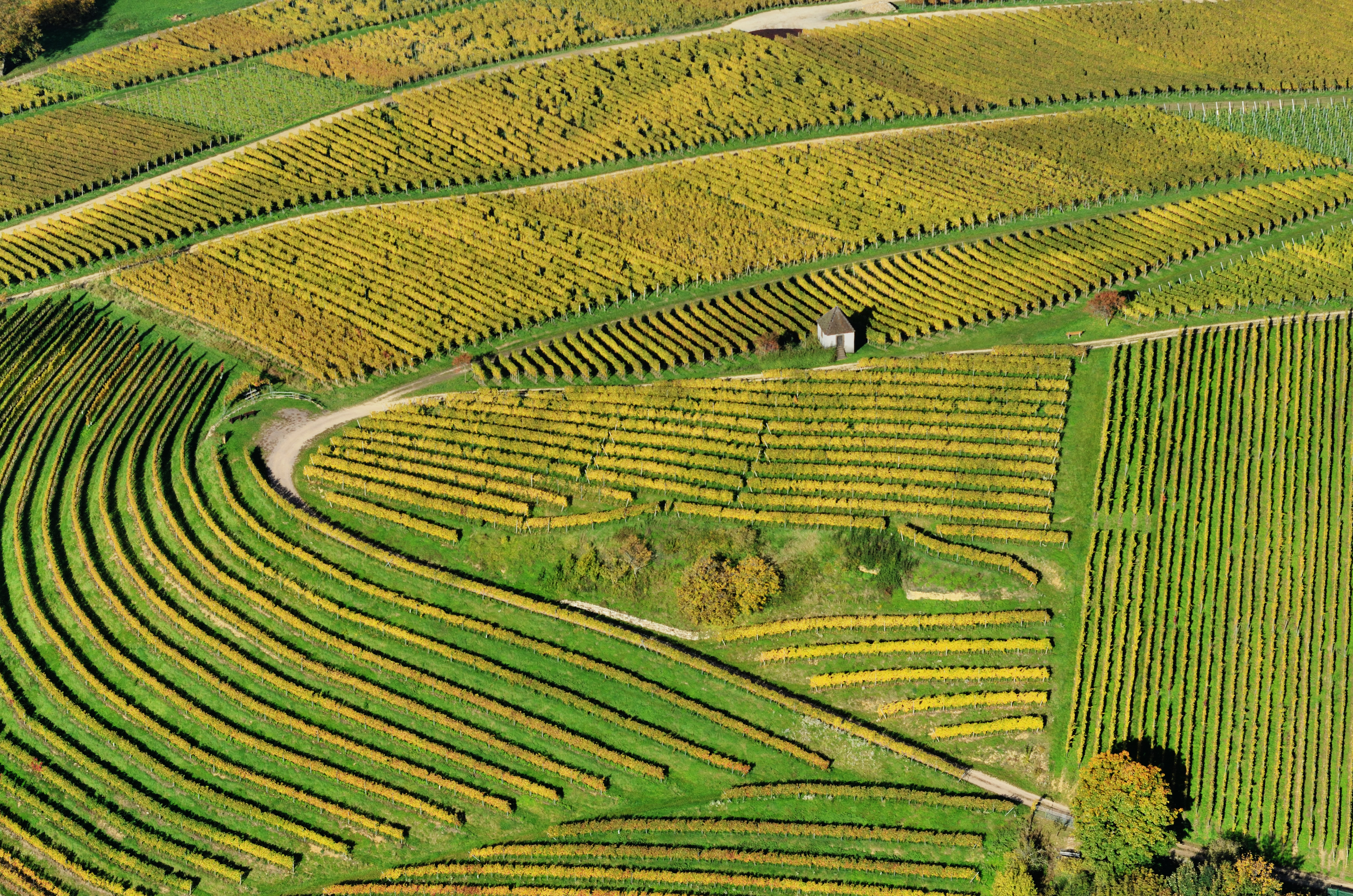
Luftbild von einer Weinbergfläche im Markgräflerland

Der typische Markgräfler Wein ist der aus der Rebsorte Gutedel hergestellte Wein, der teilweise auch einfach als Markgräfler bezeichnet wird. Diese Rebsorte wurde um 1780 vom badischen Markgrafen Karl Friedrich von Baden aus dem schweizerischen Vevey ins Markgräflerland gebracht. Aufgrund des günstigen Klimas gedeihen aber auch Burgundersorten.

## Anbaugebiet
Der Bereich Markgräflerland ist Teil des Anbaugebiets Baden und umfasst das deutsche Gebiet zwischen Basel und Freiburg. Beim südlichsten Weinberg handelt es sich um einen Weinberg der Einzellage Hornfelsen auf der Gemarkung Wyhlen der Gemeinde Grenzach-Wyhlen. Der Weinbaubereich zieht sich weiter über Weil am Rhein und Binzen beziehungsweise vom Tüllinger Berg (Lörrach) bis kurz vor die Tore Freiburgs (St. Georgen bzw. Schallstadt) im Norden und umfasst die Vorbergzone zwischen Rheinebene und Schwarzwald. Die Abgrenzung des Weinbaubereichs ist damit weiter gefasst, als die historische Region Markgräflerland. Touristisch erschlossen wird das Gebiet unter anderem mit dem Markgräfler Wiiwegli. Insgesamt wird im Weinbaubereich Markgräflerland eine Anbaufläche von rund 3 000 Hektar bewirtschaftet. Auf rund 40 Prozent dieser Fläche werden Gutedel-Reben angebaut. An zweiter Stelle mit rund 30 Prozent liegt der Spätburgunder (Stand 2003).

## Weinfeste
Schaufenster des Markgräfler Weins ist der Müllheimer Weinmarkt, der seit 1873 alljährlich am letzten Freitag im April stattfindet und der älteste Weinmarkt in Baden ist. Des Weiteren gibt es in Freiburg-St. Georgen das St. Georgener Weinfest, bei dem neben den „Freiburger“ Weinen aus Munzingen am Tuniberg und St. Georgen vor allem Markgräfler Weine aus Schallstadt-Wolfenweiler, Pfaffenweiler oder Ehrenstetten angeboten werden.